# فينسنت كومباني
فينسينت جان مبوي كومباني (بالفرنسية: Vincent Jean Mpoy Kompany)‏ (مواليد 10 أبريل 1986 في إيكسل - بلجيكا) مدرب ولاعب كرة قدم بلجيكي سابق من أصل كونغولي ديمقراطي سبق وأن لعب لصالح نادي الدرجة الممتازة مانشستر سيتي الإنجليزي منذ 2008 في مركز قلب الدفاع حتى 2019. كما كان يجيد اللعب في مركز الوسط المدافع، ويُدرب حالياً نادي بايرن ميونخ الألماني بعقد يمتد حتى العام 2027.

## معلومات عن اللاعب
- حصل على شارة قيادة مانشستر سيتي مطلع موسم 2011/2012.
- دائمًا ما يشارك كومباني مع المنتخب البلجيكي كلاعب قلب دفاع بينما يشارك غالبًا على مستوى الأندية في مركز المدافع أو وسط الملعب وذلك منذ انضمامه لهامبورج في أغسطس 2008 مقابل 6 ملايين إسترليني، فقد كان يشارك دائمًا مع نادي هامبورغ الرياضي كلاعب وسط ملعب.
- كومباني كان ثالث انتدابات المدرب السابق لمانشستر سيتي مارك هيوز، حيث شارك مع مانشستر سيتي لأول مرة في أغسطس من نفس عام قدومه عندما فاز الفريق بنتيجة 3-0 أمام وست هام يونايتد.
- لعب كومباني في جميع فئات المنتخب البلجيكي بداية من تحت 17 عامًا وتحت 18 عامًا وكذلك تحت 21 عامًا، كما شارك مع منتخب بلجيكا لكرة القدم في أولمبياد بكين الماضية قبل أن يتقلد شارة قيادة المنتخب البلجيكي الأول خلال الفترة الأخيرة.
- بدأ كومباني مسيرته الاحترافية كلاعب في فريق نادي آندرلخت البلجيكي موسم 2003-2004 وشارك مع الفريق في دوري أبطال أوروبا وقدم أداءً جيدًا للغاية، قبل أن ينتقل إلى بوندسليغا منضمًا إلى نادي هامبورغ الرياضي في 2006 لكن كثرة الإصابات وتواليها جعلته يشارك فقط في 39 مباراة خلال مسيرته مع الديناصورات الألمانية.
- يعتبر كومباني شقيقًا أكبر للاعب فرانسوا كومباني.

## مسيرته الكروية

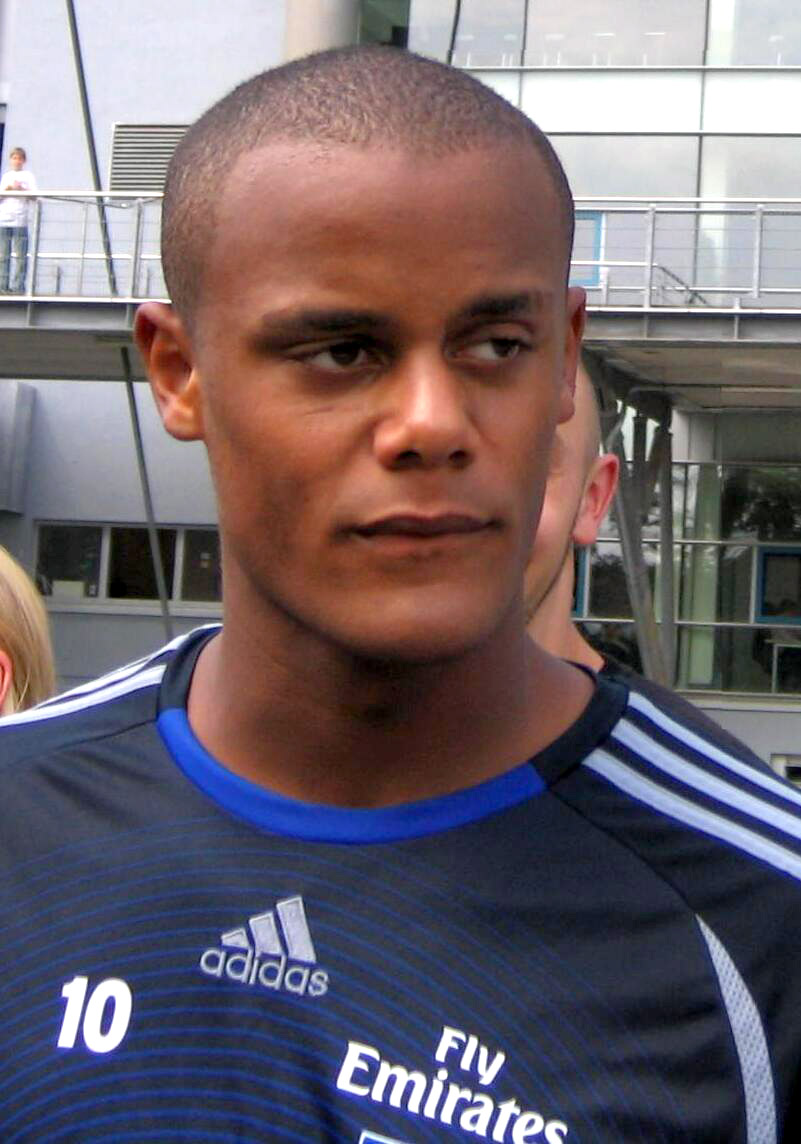
فينسنت كومباني مع نادي هامبورغ

لعب فينسنت كومباني خلال مسيرته الاحترافية مع 3 أندية في ثمانية عشر موسمًا وسجل خلالها 25 هدفًا ضمن 382 مباراة. ولم يفز بأي موسم بالكأس وفاز في ستة مواسم بالدوري.
خاض فينسنت كومباني مسيرته مع نادي رويال أندرلخت في موسم 2003–04 في المرة الأولى واستمر معه طيلة ثلاثة مواسم ثم في موسم 2019–20 لمدة موسم واحد، مشاركًا طوالها في 88 مباراة سجل خلالها 6 أهداف. ثم انتقل إلى نادي هامبورغ في موسم 2006–07 واستمر معه طيلة ثلاثة مواسم، حيث شارك في 29 مباراة سجل خلالها هدفًا واحدًا. لينتقل بعدها إلى نادي مانشستر سيتي في موسم 2008–09 ليلعب معه أحد عشر موسمًا، مشاركًا في 265 مباراة سجل خلالها 18 هدفًا.

## روابط خارجية
- فينسنت كومباني على موقع الاتحاد الدولي (مؤرشف)  (الإنجليزية)
- فينسنت كومباني على موقع الاتحاد الأوربي (الإنجليزية)
- فينسنت كومباني على موقع الاتحاد البلجيكي (الإنجليزية)
- فينسنت كومباني على موقع قاعدة بيانات كرة القدم.إي يو (الإنجليزية)
- فينسنت كومباني على موقع ليكيب (الفرنسية)
- فينسنت كومباني على موقع ناشيونال فوتبول تيمز (الإنجليزية)
- فينسنت كومباني على موقع Soccerbase.com (لاعب) (الإنجليزية)
- فينسنت كومباني على موقع Soccerbase.com (مدرب) (الإنجليزية)
- فينسنت كومباني على موقع Soccerway.com (الإنجليزية)
- فينسنت كومباني على موقع عالم كرة القدم.نت (الإنجليزية)